# Rhovanion
Rhovanion (Nederlands & Engels: Wilderland) is een fictief gebied in J.R.R. Tolkiens Midden-aarde. Door het gebied stroomt de grote rivier Anduin, en in het midden ligt het Demsterwold.
Rhovanion wordt als volgt begrensd:
- In het westen door de Nevelbergen

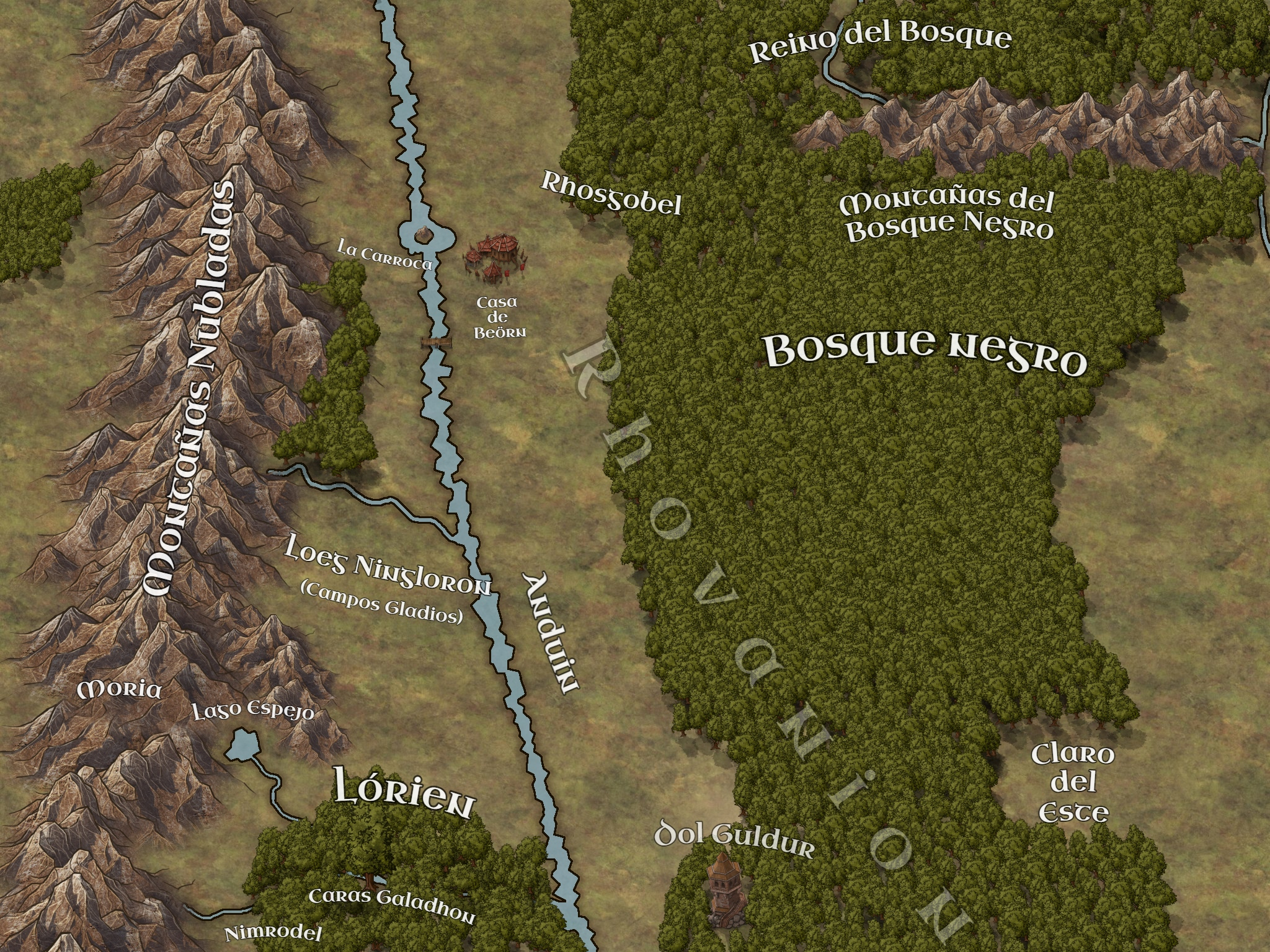
Kaart regio Rhovanion

- In het noorden door de IJzerheuvels en Grijze Bergen
- In het oosten door de rivier de Celduin
- In het zuiden door de Witte Bergen

## Eerste Era / Era's van de Sterren
Tijdens de Era's van de Sterren trokken de Vanyar, Noldor en Teleri door Rhovanion. Een gedeelte van de Teleri bleef achter bij het Grote Groenewoud. Zij werden Boselfen genoemd.
De Langbaarden bouwden vestingen in de Mistige Bergen op de grens met Rhovanion en Enten trokken er door de uitgestrekte wouden.
Tijdens de Eerste Era trok een deel van de Boselfen Eriador en nog later Beleriand binnen vanuit Rhovanion. Ook volgden mensen door Rhovanion op weg naar Eriador en nog later Beleriand.
Voorouders van de latere Noordmannen vestigden zich in Rhovanion.

## Tweede Era
Sindar en Laiquendi die de val van Oorlog van Gramschap hadden overleefd vestigden zich bij de Boselfen in Lothlórien en het Grote Groenewoud.
De Langbaarden bouwden ook vestingen in de Grijze Bergen en IJzerheuvels van Rhovanion.
Legers van Sauron trokken later in de Tweede Era door Rhovanion op weg naar Eregion en Lindon. Legers van Númenor trokken daarna door Rhovanion op tegen Sauron.
De Entvrouwen trokken weg van de Enten en vestigden zich in de tuinlanden aan de oostzijde van de Anduin. De Enten trokken weg uit Eriador naar Rhovanion door de ontbossing aldaar door de Númenoreanen
Voorouders van de Donkerlanders trokken weg uit Eriador vanwege de ontbossing aldaar door de Númenoreanen en vestigden zich ook in Rhovanion. Voorouders van de Noordmannen woonden nog steeds in Rhovanion.

## Derde Era

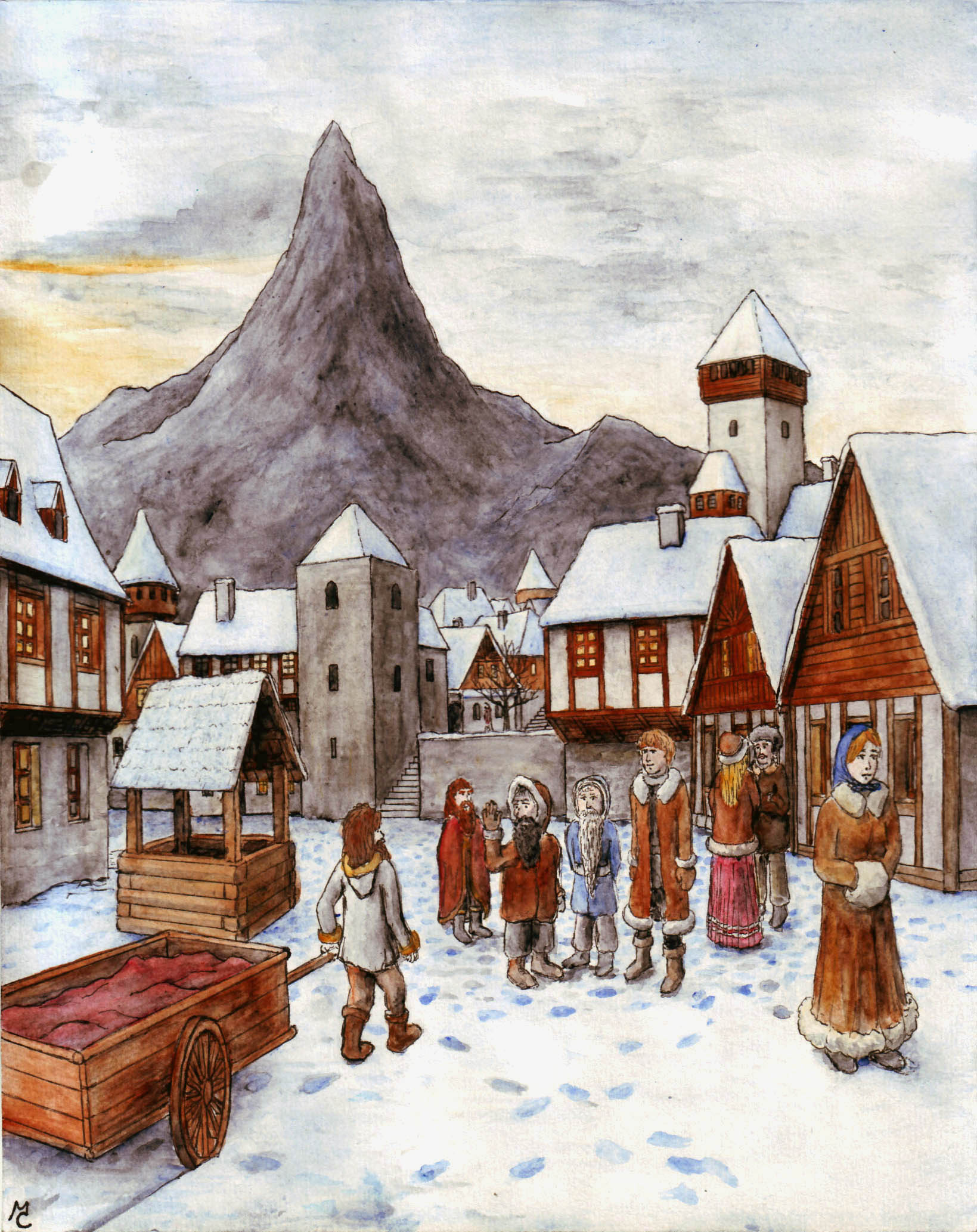
De stad Dal met Erebor op de achtergrond

In de Derde Era waren de Noordmannen belangrijke bondgenoten van Gondor en beschermden zij de noordelijke flanken van het koninkrijk tegen Sauron en diens bondgenoten. Zij voerden samen met Gondor oorlog tegen de Wagenrijders en Balchoth maar werden uiteindelijk bijna geheel vernietigd.
Sauron vestigde zich in het Grote Groenewoud, in Dol Guldur, dat vanaf toen Demsterwold werd genoemd. De Boselfen van het Grote Groenewoud trokken zich terug naar het noorden van het woud.
De Balrog van Khazad-dûm vernietigde de hoofdstad van de Langbaarden en zij vluchtten naar de IJzerheuvels, Grijze Bergen, Blauwe Bergen en uiteindelijk naar Erebor. De vestigingen van de Langbaarden in de Grijze Bergen en Erebor werden vernietigd door draken, evenals de stad Dal.
De voorouders van de Rohirrim trokken van de vallei van de Anduin op verzoek van Gondor naar het zuiden en redden Gondor. Zij kregen Rohan als beloning toegewezen. Zij raakten daardoor echter in een oorlog verwikkeld met de Donkerlanders. Saruman kreeg Isengard toegewezen van Gondor.
De Langbaarden en de andere zes huizen van de dwergen voerden een gruwelijke oorlog tegen de orks van de Mistige Bergen.
Bilbo en zijn reisgenootschap slaagden er uiteindelijk in om tijdens de Slag van de Vijf Legers de orks van de Mistige Bergen een zware slag toe te brengen. Kort daarvoor was Smaug al om het leven gebracht. Dal en Erebor werden hersteld als onafhankelijke koninkrijken.
De Witte Raad voerde een oorlog tegen Dol Guldur maar de Nazgûl keerden kort daarna terug naar Dol Guldur.
In de Oorlog om de Ring was Rhovanion een belangrijk strijdtoneel.
Aman · Belegaer · Beleriand · Cuiviénen · Eriador · Forod · Gondor · Harad · Hildórien · Mordor · Númenor · Rhovanion · Rhûn